# 사브
사브(SAAB)는 1937년에 설립된 스웨덴의 항공기 및 자동차 회사이다. 본사는 스웨덴 베스트라예탈란드주 트롤헤탄에 있다. 2010년까지 미국의 자동차 그룹인 GM의 자회사였으며, GM이 3번째로 인수한 유럽 브랜드였다. 볼보와 더불어 스웨덴의 2대 자동차 제작사였다.
스웨덴 공군에 납품하는 항공기, 전투기 및 항공기 엔진 제작사로 출발하였다.
1969년 상용차 제조 회사인 스카니아(SCANIA)를 합병하여 사브-스카니아가 출범했으나, 1990년 제너럴 모터스가 사브의 지분 50%를 보유하면서 1995년 스카니아와 분리되었다.(이후 스카니아는 2008년 최대 주주가 폭스바겐 주식회사로 변경되었다.) 2000년 GM이 사브의 나머지 지분을 모두 보유하여 자회사로 편입되었다. 하지만 판매 부진 등 경영 악화로 GM이 사브의 매각을 추진하게 되어 2010년 2월 23일 네덜란드의 소규모 스포츠 카 제조 업체인 스파이커로 현금 4억 달러에 매각되었다. 사브 인수 이후 스파이커는 스웨디시 오토모빌로 사명을 바꾸고 새롭게 출발하였으나, 인수한 지 불과 9개월 만에 자금난을 겪게 되었다. 이로 인해 2011년 4월부터 트롤헤탄 공장에서 생산이 중단되었고, 임금 체불로 이어져 다시 경영난을 겪게 되었다. 스웨디시 오토모빌은 주식 매각 등으로 해결해 보려 했으나 결국 2011년 12월 19일 최고 경영자인 빅터 뮬러는 스웨덴 베네르스보리 지방법원에 파산을 신청했고, 스웨디시 오토모빌은 해체되어 스파이커가 다시 분리되었다. 2012년 초 트롤헤탄 공장이 폐쇄되었다. 매각 과정에서 중국 자본에 넘어가는 듯 했으나 기술 유출을 우려한 GM에서 제동을 걸어 중국 자본에도 팔리지 못했다. 이러한 관행에 불만을 표시한 빅터 뮬러는 2012년 8월 6일 미국 연방 법원에 GM을 제소했다. 2012년 6월 13일 홍콩에 있는 중국계 대체 에너지 기업 ‘내셔널 모던 에너지 홀딩스’와 일본계 투자기업 ‘선 인베스트먼트’가 각각 51%, 49%의 지분을 보유한 합작 법인인 ‘국가전기차스웨덴AB(NEVS)’에 매각됐다.
대한민국에는 1988년 두산산업을 통해 들어왔고, 1991년에 새로운 딜러인 신한자동차에 넘겼다가 1998년 대한민국 법인인 사브오토모빌코리아가 설립되어 직판 체제를 갖추었다. 2000년 GM에 인수된 후에는 GM코리아가 담당했으나 판매 부진을 겪으면서 2009년에 수입이 중단되었다.

## 같이 보기
- 사브 오토모빌